# Carranglan
Carranglan ist eine philippinische Stadtgemeinde in der Provinz Nueva Ecija. Sie hat 41.131 Einwohner (Zensus 1. August 2015). Die Gemeinde liegt im Süden der Caraballo-Berge.

## Baranggays
Carranglan ist politisch unterteilt in 17 Baranggays.
| - R.A.Padilla (Baluarte) - Bantug - Bunga - Burgos - Capintalan - Joson (Digidig) - General Luna - Minuli - Piut | - Puncan - Putlan - Salazar - San Agustin - T. L. Padilla Pob. (Bgy. I) - F. C. Otic Pob. (Bgy. II) - D. L. Maglanoc Pob. (Bgy.III) - G. S. Rosario Pob. (Bgy. IV) |